# Magnago
Magnago település Olaszországban, Lombardia régióban, Milánó megyében. Lakosainak száma 9391 fő (2023. január 1.). Magnago Busto Arsizio, Dairago, Vanzaghello, Buscate, Castano Primo és Samarate községekkel határos.

## Népesség
A település lakossága az elmúlt években az alábbi módon változott:
| Lakosok száma | 9249 | 9248 | 9167 | 9391 |
|               | 2013 | 2017 | 2018 | 2023 |